# Parco Güell
Il Parco Güell (Parc Güell in catalano e Park Güell nella sua denominazione originale) è un parco pubblico di 17,18 ettari con giardini ed elementi architettonici situato nella parte superiore della città di Barcellona, sul versante meridionale del Monte Carmelo. Ideato come complesso urbanistico, fu progettato dall'architetto Antoni Gaudí, massimo esponente del modernismo catalano, a carico dell'impresario Eusebi Güell e inaugurato come parco pubblico nel 1926.

## Storia

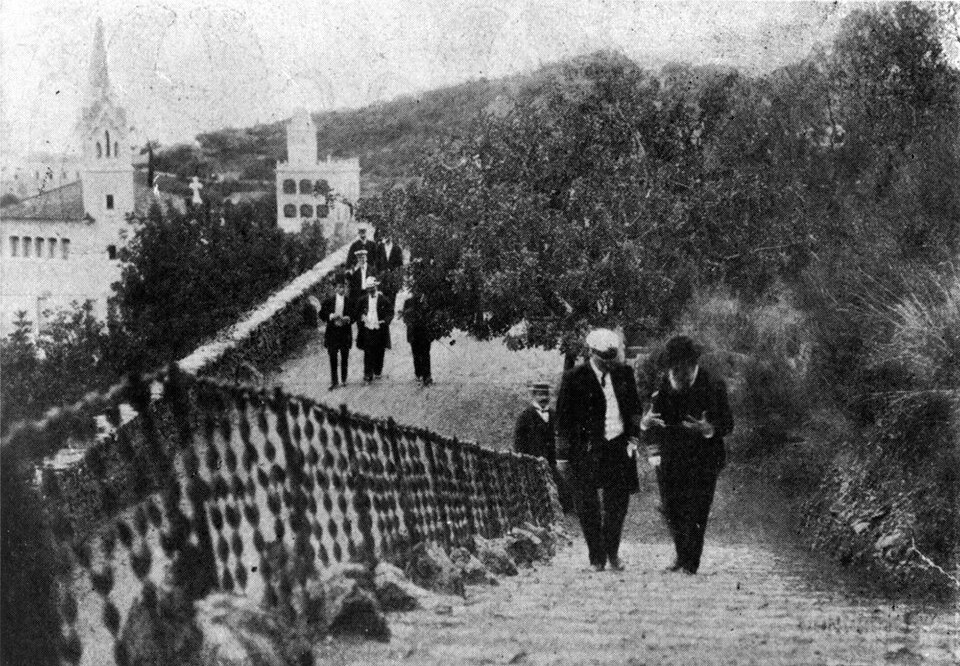
Gaudí mentre passeggia nel parco

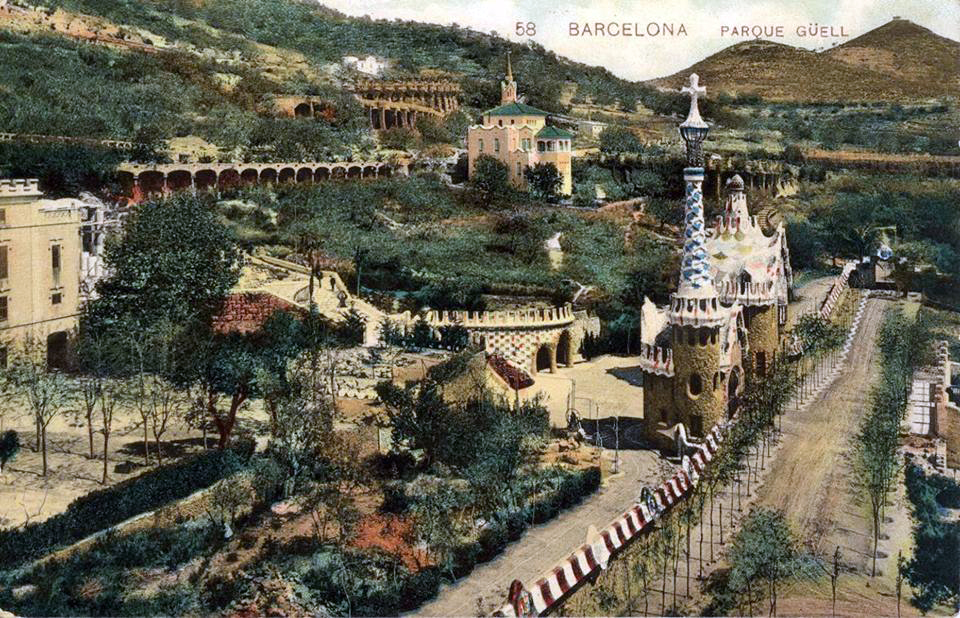
Il parco nel 1906

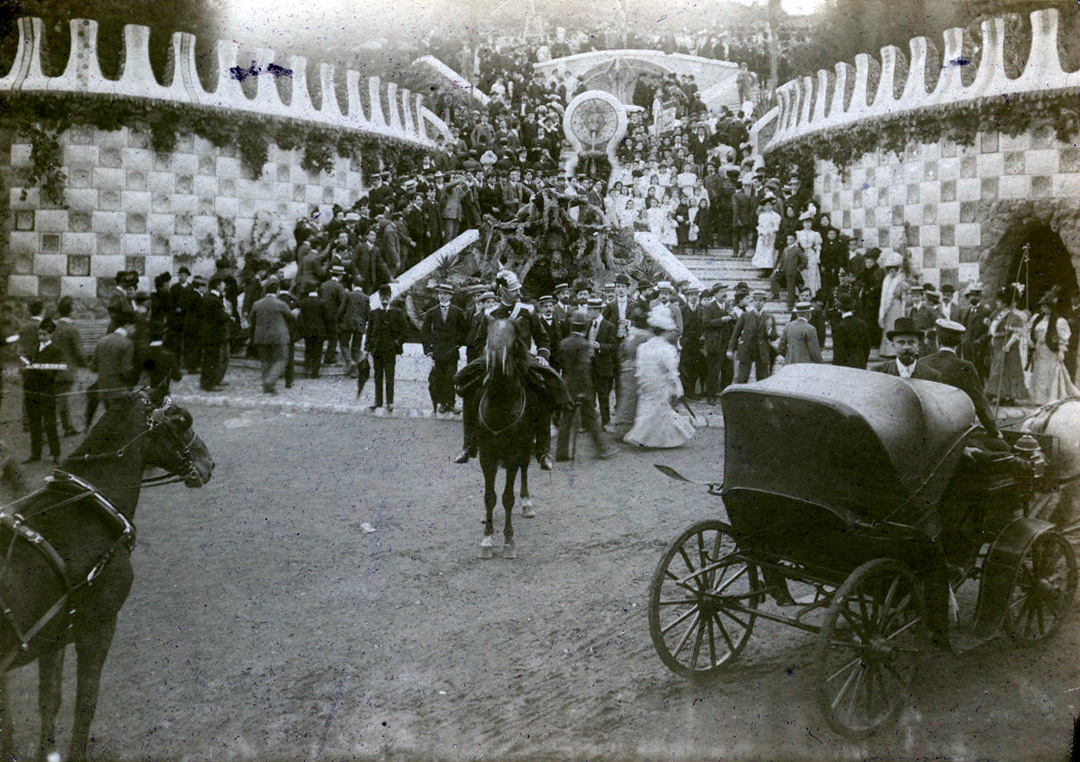
Il parco Güell che fa da cornice architettonica al Primo Congresso Internazionale della Lingua Catalana, nel 1906

Il parco deve il suo nome a Eusebi Güell, ricco impresario catalano membro di un'influente famiglia borghese della città di Barcellona. Uomo dal grande spessore culturale, versato nella letteratura, nelle arti, nelle lingue e nelle scienze, Güell intratteneva un fecondo rapporto professionale e di amicizia con l'architetto catalano Antoni Gaudí, conosciuto nel 1878, al quale fece progettare il palazzo Güell, le cantine Güell, i padiglioni Güell e persino una cripta.
Particolarmente stimolante per Güell fu il viaggio effettuato nel Regno Unito, nazione dove già da tempo ribollivano profondi fermenti sociali, culturali e riformisti, sotto l'impulso di intellettuali come Karl Marx e Ebenezer Howard. Fu soprattutto quest'ultimo a colpire Güell, che ammirò molto la sua idea di città giardino (garden city): Howard, memore della lezione del movimento cooperativistico americano e degli utopisti dell'Ottocento, aveva infatti concepito un nucleo urbano autosufficiente in grado di unire le piacevolezze della vita in campagna con il comfort cittadino, da destinare all'alloggio delle classi agiate o proletarie. Desideroso di riproporre l'esperienza di Howard nella terra catalana Güell commissionò a Gaudí la realizzazione di un sobborgo-giardino di modeste dimensioni in prossimità di un nudo pendio dietro Barcellona, la Muntanya Pelada, dove egli possedeva un antico casale del XVII secolo.
I lavori ebbero inizio nel novembre 1900 e, nonostante i vari ritardi (nel cantiere furono persino rinvenuti resti fossili), procedettero abbastanza celermente: la lottizzazione predisposta da Gaudí prevedeva 60 aree di forma triangolare propedeutiche all'edificazione degli alloggi, ciascuno dei quali dotato di opportune aree verdi, i quali - disponendosi coerentemente sul declivio scosceso della Muntanya Pelada - avrebbero potuto beneficiare di ottime condizioni di ventilazione e soleggiamento e di una gradevole vista panoramica sul centro di Barcellona, nonché di scuole, di una cappella e di un ampio parco. Il progetto, tuttavia, fu un vero e proprio disastro commerciale: nessuno si mostrò interessato a quest'impresa grandiosa, preferendo ad un'area ancora sostanzialmente rurale piuttosto i fastosi edifici dell'Eixample, e l'urbanizzazione caldeggiata da Gaudí e Güell non ebbe luogo, cosicché venne venduto un solo lotto. Delle sessanta case inizialmente previste dall'azzonamento di Gaudí ne furono costruite solo tre: in una di queste, indicativamente, abitava l'architetto stesso insieme all'anziano padre e alla figlia della sorella, prima del trasloco definitivo nel cantiere della Sagrada Família.
Il parco - l'unico elemento del piano iniziale che fu effettivamente realizzato - godette tuttavia sin da subito di una grandissima notorietà e, malgrado le intenzioni iniziali di don Eusebi, divenne il palcoscenico di danze, eventi sportivi e culturali, gite domenicali e persino congressi. Dopo la morte di Güell gli eredi decisero di mettere a disposizione il parco a tutta popolazione di Barcellona: fu così che la proprietà passò nel 1922 al Comune e divenne definitivamente pubblico. Da quel momento in poi il parco Güell ha da sempre goduto di una notevole popolarità, culminata nel 1984 con l'ingresso del sito nei beni architettonici tutelati dall'UNESCO.

## Descrizione

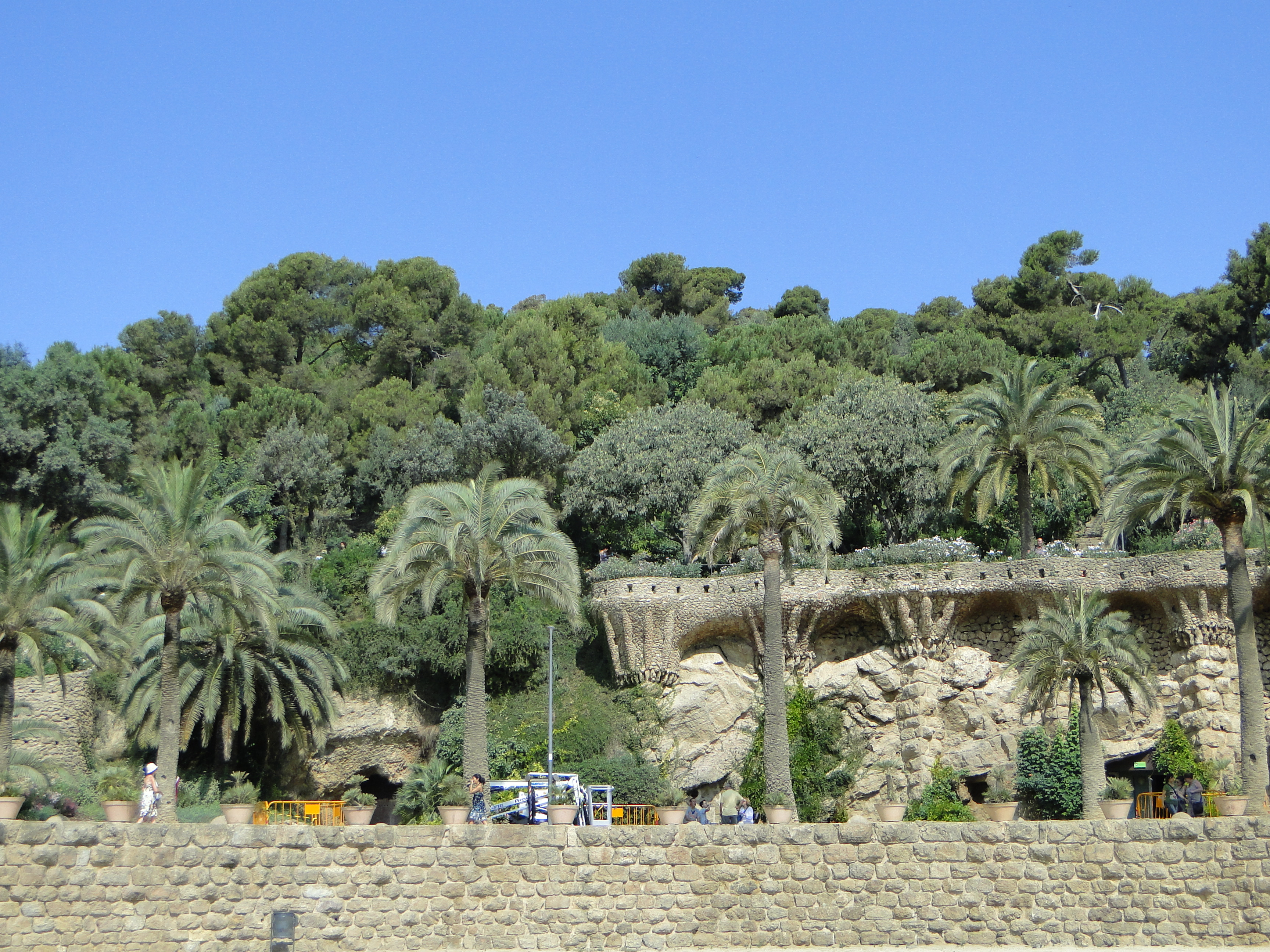
Vegetazione al parco Güell

Il parco Güell ha un'estensione di 17,18 ettari e sorge su un terreno devoniano, formato da strati di ardesia e calcare. Gaudí manipola abilmente le architetture del parco in modo tale da evocare un armonioso equilibrio tra l'ambiente costruito e l'ambiente naturale: le forme gaudiane, infatti, intuiscono attivamente le dinamiche evolutive della Natura e si compenetrano con essa grazie alle loro forme ondulate, magmatiche, quasi archetipiche. È su questa linea progettuale che si innesta la volontà dell'architetto di rendere un declivio privo di vene acquifere e di vegetazione - la Muntanya Pelada, per l'appunto - prospero dal punto di vista botanico con la piantumazione di specie arboree e arbustive tipiche dell'area mediterranea, come i pini, i carrubi, le querce, gli eucalipti, le palme, i cipressi, gli olivi, i fichi, i mandorli, i prugni, le mimose, le edere, le roveri, il rosmarino, il timo, la lavanda e la salvia (dopo l'intervento gaudiano, tuttavia, sono state inserite altre piante, come il biancospino, l'euforbia, l'oleandro, il finocchio, le magnolie, il trifoglio e altre ancora). Il parco Güell, dunque, arricchisce la biodiversità vegetale e faunistica della città di Barcellona creando un vero e proprio ecosistema in grado di agevolare la ricolonizzazione animale spontanea della città. Particolarmente massiccia è la presenza di volatili: alcuni di questi vi risiedono permanentemente (piccione, merlo, passero, cardellino, airone, pettirosso, fringuello, storno, cinciallegra), mentre altri compiono migrazioni nei vari periodi dell'anno, soprattutto in inverno (upupa).

I due padiglioni d'ingresso con la monumentale torretta

Gaudí ha scelto di collocare l'ingresso principale del parco nella parte più bassa della montagna e, pertanto, più vicina al centro urbano di Barcellona. Qui si ergono due bizzarri padiglioni di ingresso (Zerbst ne parla nei termini di «casette di fiaba»), il primo concepito come luogo di attesa per i visitatori e il secondo contenente l'alloggio per il guardiano: entrambi, nella loro combinazione polimaterica di pietra rustica e maioliche colorate, sono comunque movimentati da un ritmo architettonico plastico e ondulato che poi culmina nelle coperture in ceramica irregolarmente arcuate e, nel caso della struttura di sinistra, in un'elaboratissima torre di dieci metri rivestita da un motivo decorativo a scacchi blu e bianchi e generata da una ritmica configurazione di paraboloidi e iperboloidi. Di particolare pregio anche il muro di cinta, dalla conformazione ondosa, sinuosa che ben si adatta all'andamento accidentato del paesaggio circostante. Quello che altrove sarebbe stato un mero elemento di partizione esterna viene risolto da Gaudí nel segno di un'euritmica sintesi tra funzionalità ed estetica: le mura, infatti, sono tinte da colori vivacissimi e presentano una calotta terminale composta da tasselli ceramici bianchi e marroni, la quale - oltre ad assolvere all'ovvio compito decorativo - è pure idrorepellente e sufficientemente arrotondata per impedire l'intrusione di persone indesiderate, privandole per l'appunto dell'appiglio delle mani.

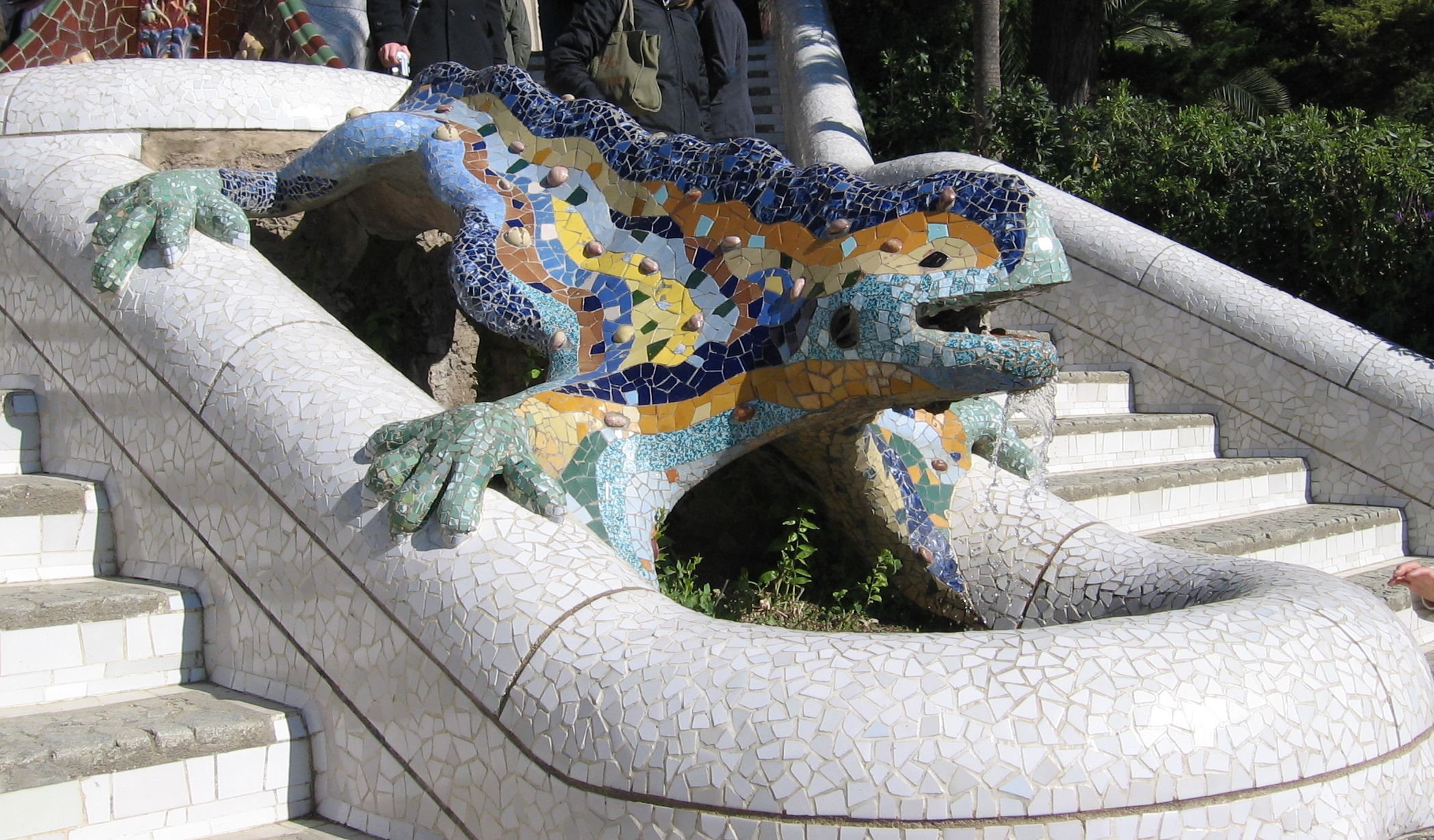
El drac ("il drago"), la salamandra posta sullo scalone di ingresso al parco

Entro i due fantasiosi padiglioni di ingresso si innesta una monumentale scalinata a doppia rampa impreziosita dalla presenza di una salamandra in ceramica che, con la sua policromia visiva, dà il benvenuto ai visitatori. Oltrepassato questo mostro benigno, che - al di là del primo impatto ludico e giocoso, irradia una simbologia ben precisa, legata al fuoco, all'alchimia e alla prosperità - si giunge alla sala ipostila, risolta come un tempio classico greco caratterizzato dalla presenza di ottantasei colonne atte a reggere il peso della terrazza soprastante. È soprattutto in quest'ambiente che si denota il distacco gaudiano dai canoni architettonici classici: la citazione delle colonne, infatti, tradisce una certa ironia e rispetta solo approssimativamente la codificazione ufficiale che Vitruvio ha fornito dello stile dorico nelle sue opere, soprattutto nel caso delle colonne perimetrali, bruscamente inclinate verso l'interno. Di seguito si riporta un commento di Luca Quattrocchi:
(Luca Quattrocchi)

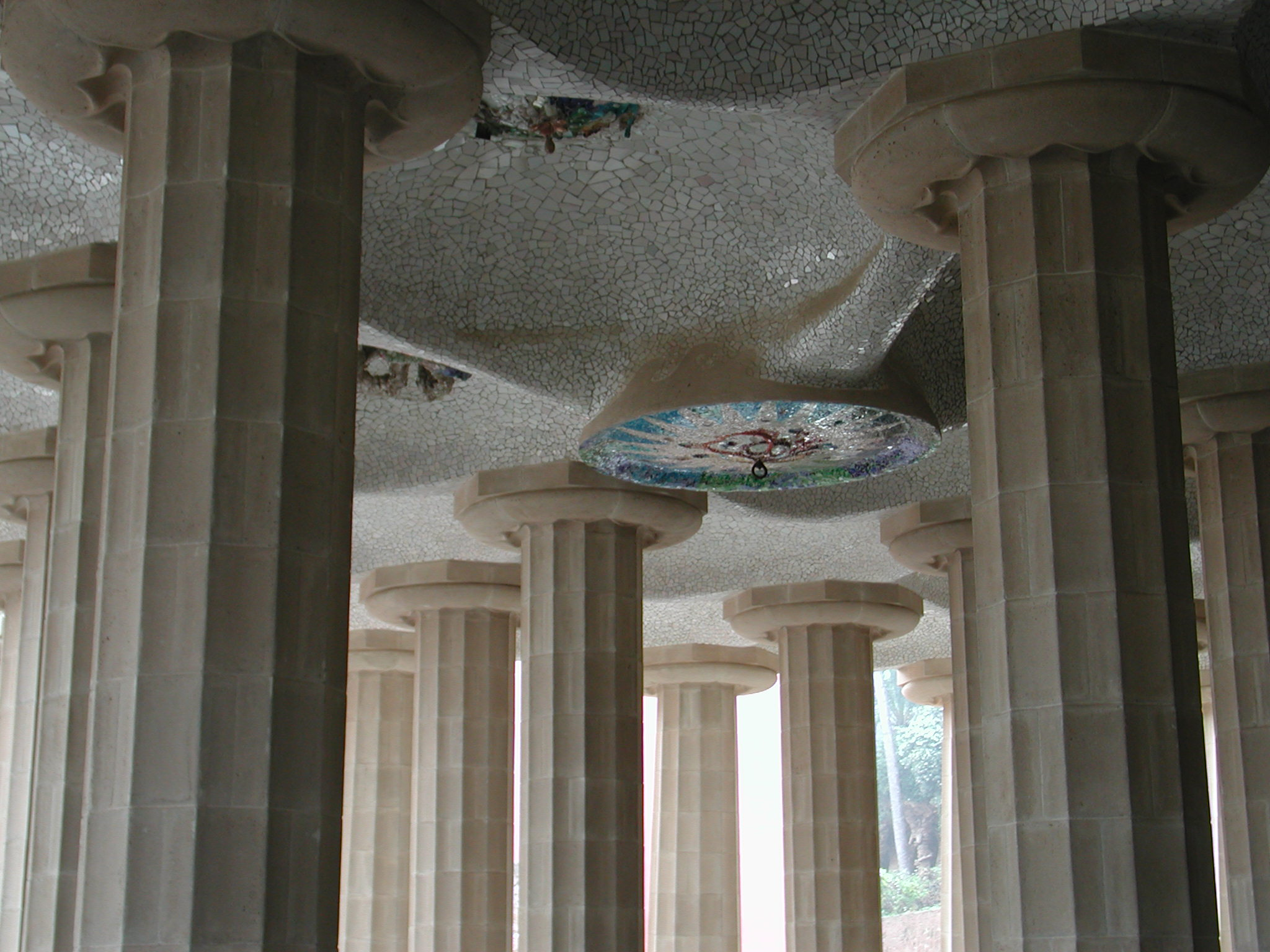
La sala ipostila con le varie colonne doriche

Gaudí, pur facendo ricorso a tale stile per caricare la sala ipogea di un'aura di sacra solennità («indissolubilmente legata al prestigio di tutto ciò che è antico», osserva Lahuerta), ripudia l'auctoritas dell'antichità ed è disposto esclusivamente a ripercorrere non il tragitto degli antichi maestri, bensì della Natura e delle sue bellezze. Soprattutto per quanto riguarda il tracciamento dei percorsi l'architetto propone soluzioni che non contrastano, anzi, risultano compatibili con l'elemento naturale: per sfruttare al massimo le caratteristiche naturali del paesaggio già esistente Gaudí rinunciò infatti all'idea di livellare il terreno e assecondò i dislivelli della Muntanya Pelada, articolando i percorsi secondo perimetri curvilinei in grado di connettere agevolmente i vari poli d'interesse del parco senza per questo rompere l'armonia con la natura circostante. Particolarmente interessante nella trama dei vari percorsi è la presenza di viadotti, perfettamente integrati e mimetizzati con l'ambiente circostante e risolti da Gaudí in vari stili architettonici, come il gotico, il barocco, o persino il romanico.

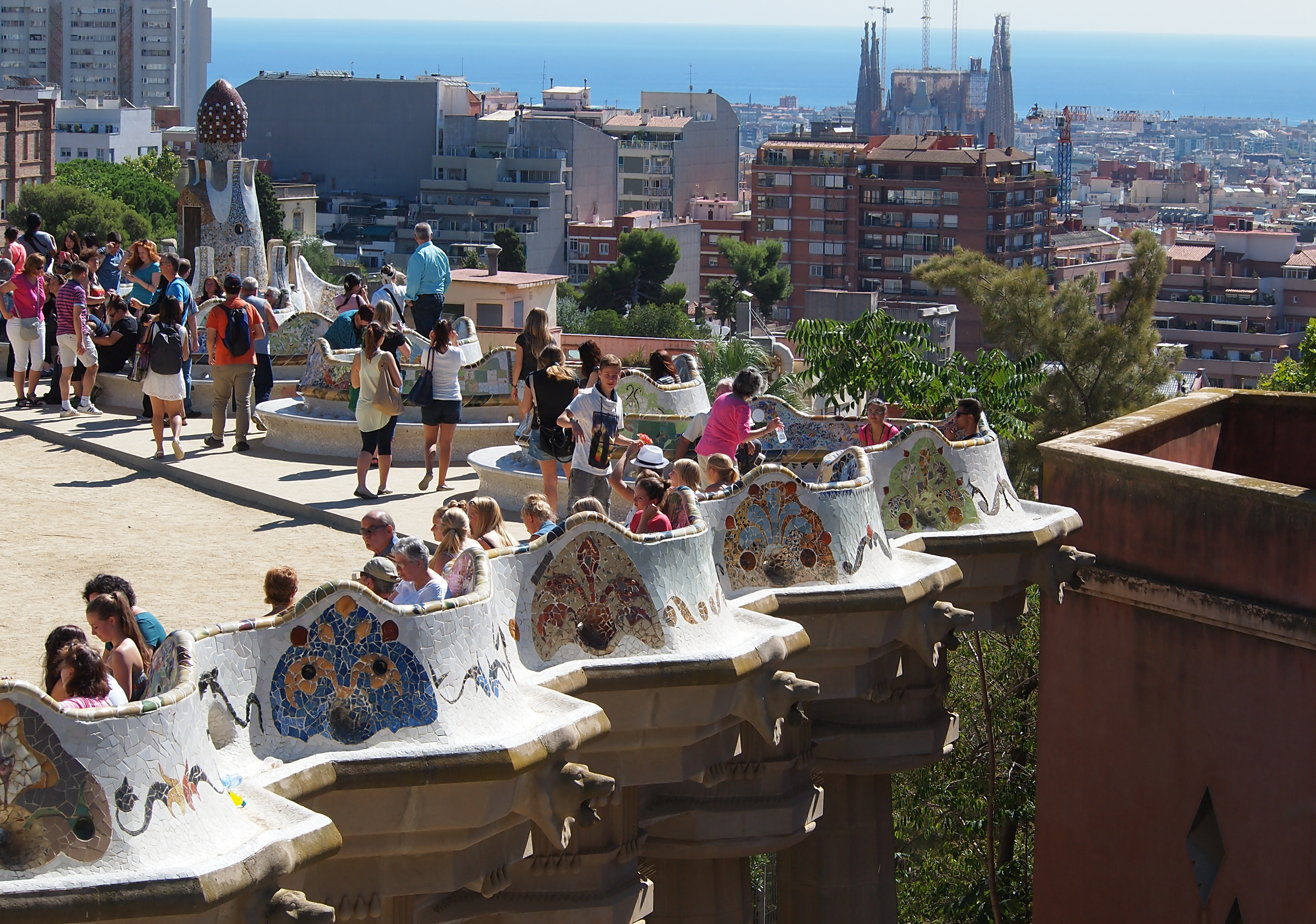
La Plaza de la Naturaleza con il profilo ondulato della panchina-balaustra e le colonne doriche sostenenti i vari carichi dell'area, visibili in basso. Sullo sfondo si scorge la Sagrada Família

Gli episodi architettonici di maggiore rilievo del parco Güell, in ogni caso, gravitano intorno alla parte rivolta verso l'ingresso e culminano con la Plaza de la Naturaleza, vero e proprio cuore pulsante dell'intero sito. Caratterizzata da una forma ovale e da un'estensione di 2694 m² (86 m di lunghezza e 43 m di larghezza) la piazza ha la funzione di agevolare la socializzazione, mostrandosi idonea per le riunioni di comunità ma anche per la celebrazione di eventi culturali e religiosi. Questo «teatro greco», come lo stesso Gaudí amava chiamarlo, si struttura sulle colonne doriche della sala ipogea, le quali non assolvono solo a una funzione meramente statica, bensì - essendo cave - consentono anche il deflusso delle acque meteoriche, preventivamente filtrate dal terreno della piazza: si riscontra, come sempre in Gaudí, una raffinatissima quanto rigorosa razionalità tecnologica, anche dietro quelle manifestazioni artistiche apparentemente più sfrenate e inconsapevoli. Di particolare pregio il parapetto collocato lungo i margini della piazza, il quale - oltre a proteggere i fruitori del parco da eventuali cadute nel vuoto - è anche una panchina, strutturata non secondo una logica rettilinea, bensì in un continuo e ondoso succedersi di sporgenze e rientranze che consentono all'utenza di riunirsi in piccole «unità di socializzazione» e interagire tra di loro. L'impatto decorativo delle sedute è anche questa volta notevole: Gaudí, infatti, qui sfrutta a pieno le potenzialità del trencadís, aggregando cocci di vetro e piastrelle ceramiche variamente colorate con un risultato finale che, pur denunciando «un'infantile, quasi evangelica, gioiosità creativa» (Quattrocchi) o, per usare le parole di un critico francese in visita al parco nel 1910, una «gioia semplice [...] come un piacere selvaggio di rinnovata scaturigine dal suolo», fa sì che la panchina in tutta la sua bizzarra allegria estetica non risulti un corpo estraneo rispetto all'ambiente circostante, che al contrario si fonde armoniosamente in essa.